# Heinkel HD 25
Die Heinkel HD 25 war ein deutsches bordgestütztes Aufklärungsflugzeug der 1920er Jahre. Das Kürzel HD steht für Heinkel Doppeldecker.

## Geschichte
Zu Beginn des Jahres 1925 erhielt Ernst Heinkel vom japanischen Marineattaché in Berlin den Auftrag zur Entwicklung zweier bordgestützter Flugzeugtypen, eines zweisitzigen Aufklärers und eines einsitzigen Jägers, nebst einer dazugehörigen nötigen Vorrichtung, um die Flugzeuge von einem Schiff aus starten zu lassen. Bei einer erfolgreichen Erprobung wurde ihm eine lizenzierte Serienfertigung in Japan in Aussicht gestellt. Heinkel entwickelte daraufhin in dem für ihn zu dieser Zeit typischen Rekordtempo in der ersten Jahreshälfte 1925 die HD 25 und die etwas kleinere HD 26. Von beiden wurden zwei Prototypen gebaut, die HD 25 erhielten die Werknummern 222 und 223. Für den Deckstart wurde eine spezielle, 21,5 m lange und um 3° abfallende Ablaufbahn aus Holz gebaut. Das Flugzeug wurde auf einen darauf befindlichen Startwagen gehoben und startete anschließend aus eigener Kraft mit Höchstleistung gegen den Wind. Die Konstruktion wurde auf dem die dafür nötigten Windverhältnisse bietenden Warnower Breitling nahe dem Heinkelschen Stammwerk in Warnemünde aufgebaut und ab Juni 1925 erfolgreich getestet. So war es der HD 25 möglich, bei einer Windgeschwindigkeit von 7 m/s mit bis zu 2400 kg Startmasse erfolgreich abzuheben. Bei dem vorgesehenen Bordbetrieb sollte das Schiff in den Wind drehen und durch seine Eigengeschwindigkeit die benötigten Startbedingungen herstellen. Diese Ablaufbahn kann als Vorläufer des schiffseigenen Flugzeugkatapults angesehen werden, dessen erster Typ K-1 ebenfalls bei Heinkel entwickelt und 1927 erfolgreich getestet werden konnte.
Nach dem befriedigenden Abschluss der Tests wurden die beiden HD 25 ebenso wie die HD 26 auf dem Schiffsweg nach Japan verschickt. Gleichzeitig erhielten Ernst Heinkel, Chefkonstrukteur Karl Schwärzler und Testpilot Carl Clemens Bücker eine Einladung zur Präsentation der Startvorrichtung und der Flugzeuge in Japan, die mit einer Besichtigungsreise japanischer und US-amerikanischer Flugzeugwerke sowie Vorträgen über den deutschen Flugzeugbau in Japan verbunden wurde. Heinkel und Schwärzler nutzten diese Option und fuhren Anfang August 1925 per Schiff über die USA nach Japan, während Bücker die Route mit der Transsibirischen Eisenbahn durch die Sowjetunion wählte. In Japan angelangt führte er die Flugzeuge den zuständigen Vertretern im Beisein Heinkels und Schwärzlers dann wie auch in Deutschland praktiziert zuerst mit auf dem Land aufgebauter Startvorrichtung vor. Allerdings ging die 222 aufgrund eines kleineren Konstruktionsfehlers ihrer Haltevorrichtung dabei zu Bruch. Da dieser aber erkannt und leicht behoben werden konnte, war es Bücker möglich, die Flüge mit der 223 fortzuführen und die vorgesehenen Bordstarts ebenfalls zu absolvieren. Die Ablaufbahn war für diesen Zweck auf einem Geschützturm des Schlachtschiffs Nagato montiert worden. Die japanische Seite war zufrieden und erwarb wie angekündigt die Lizenzrechte der HD 25 samt Startvorrichtung. Der Serienbau begann 1926 bei Aichi und endete zwei Jahre später nach 16 Exemplaren, die unter der Bezeichnung Aichi Typ 2 zweisitziger Seeaufklärer oder auch Großer Heinkel Seeaufklärer bei der japanischen Marine in Dienst gestellt wurden. Die Ablaufbahn wurde zwar noch auf den Schiffen Furutaka und Nagara erfolgreich getestet, aber letztendlich nicht in die Produktion überführt, weil sich Japan zwischenzeitlich für den Einsatz von Katapulten auf Schiffen entschieden hatte, worauf Heinkel auch wie bereits angedeutet mit entsprechenden Entwicklungen reagierte. Drei der japanischen Lizenzflugzeuge wurden 1930 an zivile Eigner übergeben, die sie für Passagiertransporte umbauten. Eines mit dem Kennzeichen J–BCOH erhielt einen zusätzlichen Sitz, während die anderen beiden (J–BBEI und J–BBFI) unter Weglassung des Beobachterstandes eine Kabine für drei Passagiere eingebaut bekamen. Sie wurden als Aichi Typ 2 Transportflugzeug bezeichnet.

## Aufbau
Die HD 25 ist ein halbfreitragender, einstieliger Doppeldecker in Holzbauweise.
Rumpf: Der Rumpf hat einen rechteckigen, im oberen Bereich gewölbten und nach hinten in eine senkrechte Schneide auslaufenden Querschnitt. Das Gerüst besteht aus vier Spruce-Längsholmen, leichten hölzernen Querspanten und tragender Sperrholzbeplankung. Das zwischen dem Motor und dem Tank befindliche Brandschott besteht aus Leichtmetall. Den Motorträger bildet ein Stahlrohrgerüst, das bis zum Brandschott mit Aluminiumblechen verkleidet ist.
Tragwerk: Der dreiteilige Oberflügel sowie der Unterflügel sind stark gestaffelt, mit zwei Kastenholmen ausgestattet und mit Sprucegurten, Sperrholzstegen und Holzrippen versehen. Verbunden sind sie untereinander durch V-Streben sowie mit dem Rumpf durch N-Stiele. Bis auf die mit Sperrholz beplankten Flügelunterseiten zwischen den Holmen sind sämtliche Flächen mit Stoff bespannt. Die oberen Außenflügel und die unteren Flügel sind mit Hakengelenken angeschlagen und können demzufolge durch Lösen je eines Stielbolzens leicht demontiert werden. Nur der Oberflügel verfügt über Querruder.
Leitwerk: Die Flossen des Leitwerks bestehen aus einem Holzgerüst mit Sperrholzbeplankung, wobei Seiten- und Kielflosse freitragend, die Höhenflosse aber durch zwei Streben am Rumpf abgestützt ist. Sämtliche Ruder sind aerodynamisch ausgeglichen und bestehen aus einem Stahlrohrgerüst mit Stoffbespannung.
Schwimmwerk: Die HD 25 verfügt über zwei einstufige Schwimmer, die aus Holz bestehen und im vorderen Bereich flachbödig, im hinteren gekielt sind. In ihnen sind mehrere wasserdichte Abteilungen integriert, die einen Reserveauftrieb von 75 % ermöglichen. Mit dem Rumpf sind sie durch W-Streben, untereinander durch Längsstreben verbunden.

## Technische Daten
| Kenngröße                                            | Daten                                                                                  |
| ---------------------------------------------------- | -------------------------------------------------------------------------------------- |
| Besatzung                                            | 2                                                                                      |
| Spannweite                                           | oben 14,85 m unten 14,15 m                                                             |
| Länge                                                | 9,6 m                                                                                  |
| Höhe                                                 | 4,46 m                                                                                 |
| Flügelfläche                                         | 55,8 m²                                                                                |
| Leermasse                                            | 1550 kg                                                                                |
| Zuladung                                             | 950 kg                                                                                 |
| Startmasse                                           | 2500 kg                                                                                |
| Triebwerk                                            | ein flüssigkeitsgekühlter Zwölfzylinder-W-Motor Napier Lion IV                         |
| Startleistung Kampf- und Steigleistung Dauerleistung | 500 PS (368 kW) 450 PS (331 kW) am Boden 438 PS (322 kW) am Boden                      |
| Höchstgeschwindigkeit                                | 190 km/h in Bodennähe                                                                  |
| Landegeschwindigkeit                                 | 77 km/h                                                                                |
| Steigzeit                                            | 3,2 min auf 1000 m 6 m, 11 s auf 2000 m                                                |
| Gipfelhöhe                                           | 5800 m bei maximaler Zuladung                                                          |
| Reichweite                                           | normal 800 km maximal 920 km                                                           |
| Flugdauer                                            | 4,5 h                                                                                  |
| Bewaffnung                                           | ein bewegliches 7,7-mm-MG im Beobachterstand vier 30-kg-Bomben an Unterflügelstationen |